# Liembergbach
Der Liembergbach (auch: Liemberger Bach) ist ein Bach in Mittelkärnten. Er entspringt dem St. Urbaner See (745 m ü. A.) in der Gemeinde St. Urban (Bezirk Feldkirchen) und durchfließt ein Tal in den Wimitzer Bergen. Bei Glantschach vereinigt er sich mit dem Harter Bach zum Feistritzbach.
Die Gewässergüte kann mit Klasse II (mäßig verunreinigt; Stand 1996) angegeben werden.